# Big Brother 4 (Portugal)
O quarto Big Brother realizado em Portugal teve início a 31 de agosto de 2003 e terminou 123 dias depois, a 31 de dezembro de 2003. O vencedor do reality show foi Fernando (Nando).

## O Programa
A quarta edição do Big Brother realizado em Portugal teve início a 31 de agosto de 2003 e terminou 123 dias depois, a 31 de dezembro de 2003.
O vencedor do reality show foi Fernando Geraldes, mais conhecido como Nando. Esta temporada teve o maior número de desistências de sempre num Big Brother de anónimos em Portugal, foram no total três: José Monteiro, Telmo Amaral e Lara Mestre.
Dois concorrentes desta edição, Fernando Geraldes, o vencedor, e Filipa Ramos, que ficou em 6.º lugar, casaram-se e tiveram um filho.

## Concorrentes
| Nome               | Residência           | Ocupação  | Idade | Posição                                            |
| ------------------ | -------------------- | --------- | ----- | -------------------------------------------------- |
| Fernando Geraldes  | Seixal               |           | 27    | Vencedor em 31 de dezembro de 2003                 |
| Tatiana Madureira  | Macedo de Cavaleiros |           | 19    | 2.º lugar em 31 de dezembro de 2003                |
| Ricardo Barreiros  | Vila Viçosa          |           | 23    | 3.º lugar em 31 de dezembro de 2003                |
| Tânia              |                      |           |       | 15.ª eliminada em 16 de dezembro de 2003           |
| Thiago             |                      |           |       | 14.º eliminado em 9 de dezembro de 2003            |
| Filipa             |                      |           |       | 13.ª eliminada em 2 de dezembro de 2003            |
| Margarida          |                      |           |       | 12.ª eliminada em 25 de novembro de 2003           |
| Catarina           |                      |           |       | 11.ª eliminada em 18 de novembro de 2003           |
| Joel Silva         | Funchal              |           | 21    | 10.º eliminado (2.ª vez) em 11 de novembro de 2003 |
| Lara Mestre        | Porto                |           | 21    | Desistente em 11 de novembro de 2003               |
| Rúben              |                      |           |       | 9.º eliminado em 4 de novembro de 2003             |
| Telmo              |                      |           |       | Desistente em 1 de novembro de 2003                |
| Diana Rocha        | Porto                |           | 18    | 8.ª eliminada em 28 de outubro de 2003             |
| José Monteiro (Zé) | Vila Nova de Gaia    |           | 21    | Desistente em 28 de outubro de 2003                |
| Joel Silva         | Funchal              |           | 21    | 7.º eliminado (1.ª vez) em 14 de outubro de 2003   |
| Raquel Sousa       | Vila Nova de Gaia    |           | 18    | 6.ª eliminada em 7 de outubro de 2003              |
| Carla Vaz          | Póvoa de Varzim      |           | 20    | 5.ª eliminada em 30 de setembro de 2003            |
| Ricardo Martins    | Aveiro               |           | 21    | 4.º eliminado em 23 de setembro de 2003            |
| Fernando Pinto     | Oliveira de Azeméis  |           | 24    | 3.º eliminado em 16 de setembro de 2003            |
| Alzira Andrade     | Angra do Heroísmo    | Estudante | 25    | 2.ª eliminada em 9 de setembro de 2003             |
| Zélia Pires        | Linda-a-Velha        | Socióloga | 25    | 1.ª eliminada em 4 de setembro de 2003             |

## Nomeações
|            | Semana 1              | Semana 2                  | Semana 3                                     | Semana 4              | Semana 5             | Semana 6                  | Semana 7           | Semana 9             | Semana 10                      | Semana 11                   | Semana 12                                        | Semana 13               | Semana 14            | Semana 15             | Semana 16             | Semana 18 Final       | Semana 18 Final       |
| ---------- | --------------------- | ------------------------- | -------------------------------------------- | --------------------- | -------------------- | ------------------------- | ------------------ | -------------------- | ------------------------------ | --------------------------- | ------------------------------------------------ | ----------------------- | -------------------- | --------------------- | --------------------- | --------------------- | --------------------- |
| Nando      | Sem nomeações         | Diana Raquel              | Diana Lara                                   | Diana Zé              | Raquel               | Diana Lara                | Diana Zé           | Diana Rúben          | Filipa Margarida               | Tânia                       | Catarina Margarida                               | Margarida Tatiana       | Filipa Tatiana       | Sem nomeações         | Sem nomeações         | Vencedor (Dia 123)    | Vencedor (Dia 123)    |
| Tatiana    | Sem nomeações         | Ricardo M. Zé             | Carla Ricardo M.                             | Ricardo B. Zé         | Carla Ricardo B.     | Diana Zé                  | Diana Zé           | Diana Rúben          | Nando Thiago                   | Filipa Thiago               | Filipa Nando                                     | Nando Thiago            | Nando Ricardo B.     | Sem nomeações         | Sem nomeações         | 2.º Lugar (Dia 123)   | 2.º Lugar (Dia 123)   |
| Ricardo B. | Sem nomeações         | Alzira Ricardo M.         | Ricardo M. Tatiana                           | Ricardo M. Tatiana    | Carla Tatiana        | Lara Tatiana              | Diana Nando        | Lara Rúben           | Rúben                          | Catarina Lara               | Catarina Margarida                               | Margarida Tatiana       | Filipa Tatiana       | Sem nomeações         | Sem nomeações         | 3.º Lugar (Dia 123)   | 3.º Lugar (Dia 123)   |
| Tânia      | Não está na Casa      | Não está na Casa          | Não está na Casa                             | Não está na Casa      | Não está na Casa     | Não está na Casa          | Não está na Casa   | Não está na Casa     | Filipa Margarida               | Catarina Margarida          | Catarina Tatiana                                 | Margarida Tatiana       | Filipa Tatiana       | Sem nomeações         | Sem nomeações         | Eliminada (Dia 108)   | Eliminada (Dia 108)   |
| Thiago     | Não está na Casa      | Não está na Casa          | Não está na Casa                             | Não está na Casa      | Não está na Casa     | Não está na Casa          | Não está na Casa   | Diana Rúben          | Catarina Margarida             | Margarida Tatiana           | Tânia                                            | Ricardo B. Tatiana      | Tânia                | Sem nomeações         | Eliminado (Dia 101)   | Eliminado (Dia 101)   | Eliminado (Dia 101)   |
| Filipa     | Não está na Casa      | Não está na Casa          | Não está na Casa                             | Não está na Casa      | Não está na Casa     | Não está na Casa          | Não está na Casa   | Diana Rúben          | Tatiana Thiago                 | Ricardo B. Tatiana          | Catarina Ricardo B.                              | Tânia                   | Nando Ricardo B.     | Eliminada (Dia 94)    | Eliminada (Dia 94)    | Eliminada (Dia 94)    | Eliminada (Dia 94)    |
| Margarida  | Não está na Casa      | Não está na Casa          | Não está na Casa                             | Não está na Casa      | Não está na Casa     | Não está na Casa          | Não está na Casa   | Diana Rúben          | Tatiana Thiago                 | Catarina Thiago             | Catarina Ricardo B.                              | Nando Ricardo B.        | Eliminada (Dia 87)   | Eliminada (Dia 87)    | Eliminada (Dia 87)    | Eliminada (Dia 87)    | Eliminada (Dia 87)    |
| Catarina   | Não está na Casa      | Não está na Casa          | Não está na Casa                             | Não está na Casa      | Não está na Casa     | Não está na Casa          | Não está na Casa   | Diana Rúben          | Tatiana Thiago                 | Ricardo B. Thiago           | Filipa Nando                                     | Eliminada (Dia 80)      | Eliminada (Dia 80)   | Eliminada (Dia 80)    | Eliminada (Dia 80)    | Eliminada (Dia 80)    | Eliminada (Dia 80)    |
| Joel       | Sem nomeações         | Alzira Diana              | Carla Lara                                   | Raquel                | Diana Lara           | Raquel                    | Diana Nando        | Eliminado (Dia 45)   | Eliminado (Dia 45)             | Margarida Thiago            | Eliminado (Dia 73)                               | Eliminado (Dia 73)      | Eliminado (Dia 73)   | Eliminado (Dia 73)    | Eliminado (Dia 73)    | Eliminado (Dia 73)    | Eliminado (Dia 73)    |
| Lara       | Sem nomeações         | Fernando Nando            | Joel Ricardo B.                              | Ricardo B. Ricardo M. | Joel Ricardo B.      | Nando Ricardo B.          | Joel               | Nando Rúben          | Nando Thiago                   | Margarida Ricardo B.        | Desistente (Dia 73)                              | Desistente (Dia 73)     | Desistente (Dia 73)  | Desistente (Dia 73)   | Desistente (Dia 73)   | Desistente (Dia 73)   | Desistente (Dia 73)   |
| Rúben      | Não está na Casa      | Não está na Casa          | Não está na Casa                             | Não está na Casa      | Não está na Casa     | Não está na Casa          | Não está na Casa   | Margarida Ricardo B. | Filipa Margarida               | Eliminado (Dia 66)          | Eliminado (Dia 66)                               | Eliminado (Dia 66)      | Eliminado (Dia 66)   | Eliminado (Dia 66)    | Eliminado (Dia 66)    | Eliminado (Dia 66)    | Eliminado (Dia 66)    |
| Telmo      | Não está na Casa      | Não está na Casa          | Não está na Casa                             | Não está na Casa      | Não está na Casa     | Não está na Casa          | Não está na Casa   | Tatiana              | Desistente (Dia 63)            | Desistente (Dia 63)         | Desistente (Dia 63)                              | Desistente (Dia 63)     | Desistente (Dia 63)  | Desistente (Dia 63)   | Desistente (Dia 63)   | Desistente (Dia 63)   | Desistente (Dia 63)   |
| Diana      | Sem nomeações         | Joel Nando                | Carla Nando                                  | Carla Nando           | Carla Joel           | Nando Tatiana             | Nando Ricardo B.   | Nando Thiago         | Eliminada (Dia 59)             | Eliminada (Dia 59)          | Eliminada (Dia 59)                               | Eliminada (Dia 59)      | Eliminada (Dia 59)   | Eliminada (Dia 59)    | Eliminada (Dia 59)    | Eliminada (Dia 59)    | Eliminada (Dia 59)    |
| Zé         | Sem nomeações         | Alzira Ricardo M.         | Ricardo M. Tatiana                           | Carla Ricardo M.      | Carla Tatiana        | Nando Tatiana             | Nando Tatiana      | Filipa Nando         | Desistente (Dia 59)            | Desistente (Dia 59)         | Desistente (Dia 59)                              | Desistente (Dia 59)     | Desistente (Dia 59)  | Desistente (Dia 59)   | Desistente (Dia 59)   | Desistente (Dia 59)   | Desistente (Dia 59)   |
| Raquel     | Sem nomeações         | Alzira Fernando           | Fernando                                     | Carla Ricardo M.      | Carla Zé             | Lara Tatiana              | Eliminada (Dia 38) | Eliminada (Dia 38)   | Eliminada (Dia 38)             | Eliminada (Dia 38)          | Eliminada (Dia 38)                               | Eliminada (Dia 38)      | Eliminada (Dia 38)   | Eliminada (Dia 38)    | Eliminada (Dia 38)    | Eliminada (Dia 38)    | Eliminada (Dia 38)    |
| Carla      | Sem nomeações         | Tatiana                   | Ricardo B. Tatiana                           | Diana Zé              | Diana Tatiana        | Eliminada (Dia 31)        | Eliminada (Dia 31) | Eliminada (Dia 31)   | Eliminada (Dia 31)             | Eliminada (Dia 31)          | Eliminada (Dia 31)                               | Eliminada (Dia 31)      | Eliminada (Dia 31)   | Eliminada (Dia 31)    | Eliminada (Dia 31)    | Eliminada (Dia 31)    | Eliminada (Dia 31)    |
| Ricardo M. | Sem nomeações         | Alzira Ricardo B.         | Ricardo B. Tatiana                           | Diana Zé              | Eliminado (Dia 24)   | Eliminado (Dia 24)        | Eliminado (Dia 24) | Eliminado (Dia 24)   | Eliminado (Dia 24)             | Eliminado (Dia 24)          | Eliminado (Dia 24)                               | Eliminado (Dia 24)      | Eliminado (Dia 24)   | Eliminado (Dia 24)    | Eliminado (Dia 24)    | Eliminado (Dia 24)    | Eliminado (Dia 24)    |
| Fernando   | Sem nomeações         | Alzira Ricardo M.         | Diana Tatiana                                | Eliminado (Dia 17)    | Eliminado (Dia 17)   | Eliminado (Dia 17)        | Eliminado (Dia 17) | Eliminado (Dia 17)   | Eliminado (Dia 17)             | Eliminado (Dia 17)          | Eliminado (Dia 17)                               | Eliminado (Dia 17)      | Eliminado (Dia 17)   | Eliminado (Dia 17)    | Eliminado (Dia 17)    | Eliminado (Dia 17)    | Eliminado (Dia 17)    |
| Alzira     | Sem nomeações         | Ricardo B. Zé             | Eliminada (Dia 10)                           | Eliminada (Dia 10)    | Eliminada (Dia 10)   | Eliminada (Dia 10)        | Eliminada (Dia 10) | Eliminada (Dia 10)   | Eliminada (Dia 10)             | Eliminada (Dia 10)          | Eliminada (Dia 10)                               | Eliminada (Dia 10)      | Eliminada (Dia 10)   | Eliminada (Dia 10)    | Eliminada (Dia 10)    | Eliminada (Dia 10)    | Eliminada (Dia 10)    |
| Zélia      | Sem nomeações         | Eliminada (Dia 5)         | Eliminada (Dia 5)                            | Eliminada (Dia 5)     | Eliminada (Dia 5)    | Eliminada (Dia 5)         | Eliminada (Dia 5)  | Eliminada (Dia 5)    | Eliminada (Dia 5)              | Eliminada (Dia 5)           | Eliminada (Dia 5)                                | Eliminada (Dia 5)       | Eliminada (Dia 5)    | Eliminada (Dia 5)     | Eliminada (Dia 5)     | Eliminada (Dia 5)     | Eliminada (Dia 5)     |
| Nomeados   | Todos os concorrentes | Alzira Ricardo M. Tatiana | Carla Fernando Ricardo B. Ricardo M. Tatiana | Raquel Ricardo M. Zé  | Carla Raquel Tatiana | Lara Nando Raquel Tatiana | Diana Joel Nando   | Diana Rúben Tatiana  | Margarida Rúben Tatiana Thiago | Joel Margarida Tânia Thiago | Catarina Filipa Margarida Nando Ricardo B. Tânia | Margarida Tânia Tatiana | Filipa Tânia Tatiana | Todos os concorrentes | Todos os concorrentes | Todos os concorrentes | Todos os concorrentes |
| Desistente | nenhum                | nenhum                    | nenhum                                       | nenhum                | nenhum               | nenhum                    | nenhum             | Zé                   | Telmo                          | Lara                        | nenhum                                           | nenhum                  | nenhum               | nenhum                | nenhum                | nenhum                | nenhum                |
| Eliminado  | Zélia                 | Alzira                    | Fernando                                     | Ricardo M.            | Carla                | Raquel                    | Joel               | Diana                | Rúben                          | Joel                        | Catarina                                         | Margarida               | Filipa               | Thiago                | Tânia                 | Ricardo B.            | Tatiana               |
| Eliminado  | Zélia                 | Alzira                    | Fernando                                     | Ricardo M.            | Carla                | Raquel                    | Joel               | Diana                | Rúben                          | Joel                        | Catarina                                         | Margarida               | Filipa               | Thiago                | Tânia                 | Nando                 |                       |